# ستسویتسه
ستسویتسه (به لهستانی:  Sycewice) یک روستا در لهستان است که در گمینا کوبلنگتسا واقع شده‌است. ستسویتسه ۱٬۰۸۹ نفر جمعیت دارد.